# Yarriabini National Park
Yarriabini National Park är en park i Australien. Den ligger i delstaten New South Wales, i den sydöstra delen av landet, omkring 380 kilometer nordost om delstatshuvudstaden Sydney.
Närmaste större samhälle är South West Rocks, omkring 14 kilometer sydost om Yarriabini National Park. 
I omgivningarna runt Yarriabini National Park växer i huvudsak städsegrön lövskog. Runt Yarriabini National Park är det glesbefolkat, med 8 invånare per kvadratkilometer. Genomsnittlig årsnederbörd är 1 585 millimeter. Den regnigaste månaden är januari, med i genomsnitt 310 mm nederbörd, och den torraste är oktober, med 7 mm nederbörd.